# چاپایوو (شهرستان داولکانوفسکی، باشقیرستان)
چاپایوو (انگلیسی: Chapayevo, Davlekanovsky District, Republic of Bashkortostan) یک شهرک در شهرستان داولکانوفسکی در استان باشقیرستان کشور روسیه است.